# Gragjanski Skopje
El Gragjanski Skopje (en búlgaro: Македония Скопие, en macedonio: Македониja Cкoпje) fue un equipo de fútbol de Yugoslavia que alguna vez jugó en la Primera Liga de Yugoslavia, la primera división de fútbol en el desaparecido país.

## Historia
Fue fundado en 1922 en la ciudad de Skopie y antes de la Segunda Guerra Mundial fue el club de fútbol más exitoso de lo que es actualmente Macedonia del Norte, aparte de ser el único equipo de ese territorio en jugar en la Primera Liga de Yugoslavia.
Inicialmente formaba parte de la desaparecida Sub-Asociación de Fútbol de Belgrado, que era parte de la Asociación de Fútbol de Yugoslavia hasta que en 1927 se creó la Sub-Asociación de Fútbol de Skopje, que como otras sub-asociaciones era la encargada de organizar los torneos de fútbol en la región que controlaba como las ligas de segunda y tercera categoría de Yugoslavia.
Antes de 1927 el Gragjanski jugaba en  la liga de Skopie donde consiguió el título de liga en tres ocasiones, pero al ganar su último título regional en 1939, el fútbol en Yugoslavia cambió drásticamente, al punto de que fue escogido para jugar en la Superliga Serbia de 1939/40 junto a otros equipos croatas, eslovenos y que conformaron dos grupos que integrarían la nueva estructura de liga. El Gragjanski se enfocó en la nueva primera categoría, dejando de lado su liga regional, y fue el único equipo de la región de Banovina de Vardar en jugar en la Superliga Serbia, así como jugar en la liga regional a pesar de dejarla de lado, lo que demostraba la diferencia que había entre el Gragjanski sobre los demás equipos de Skopje.
En la temporada de 1940/41 en la Superliga Serbia terminó en octavo lugar entre 10 equipos, siendo esta la última temporada del club en la liga antes de la Segunda Guerra Mundial, y en 1941 el club deja de existir a causa de la invasión de Yugoslavia durante la guerra, y la región de Banovina de Vardar fue ocupada por el ejército de Bulgaria, y muchos de sus jugadores y cuerpo técnico se unieron al club refundado como FK Makedonija  (en búlgaro: Македония Скопие, en macedonio: Македониja Cкoпje), club formando por autoridades búlgaras con la fusión de varios equipos de Skopje como el SSK, ZSK Skopje, Pobeda, Jug y Gragjanski, formando parte del desaparecido Campeonato Estatal de Fútbol de Bulgaria entre 1941 y 1944, donde terminaron subcampeones en 1942 al perder la final ante el PFC Levski Sofia.
Al terminar la Segunda Guerra Mundial, el club desaparece en 1947 luego de fusionarse con el ZSK Pobeda para crear al FK Vardar, quien se convertiría en uno de los equipos con más éxito en la Primera Liga de Yugoslavia.

## Palmarés
- Skoplje Football Subassociation League: 3

1936, 1938, 1939
- Macedonian Republic League: 2

1945, 1947

## Jugadores

### Jugadores destacados
| - Kiril Simonovski - Todor Atanaskov - Stoyan Bogoev - Atanas Lukov - Blagoy Simeonov - Bogdan Vidov - Lyuben Yanev. | - Kiril Simonovic - Blagoje Simonović - Svetozar Atanacković - Stojan Bogojević - Atanas Luković - Bogdan Vidović - Ljuban Janević |